# 彼得·保罗·费尔贝克
彼得·保罗·费尔贝克（1970年12月6日—）2022年至今担任荷兰阿姆斯特丹大学的校长。

## 职业生涯
来到阿姆斯特丹大学之前，他曾担任特温特大学哲学系主任。 
他也是丹麦奥尔堡大学的名誉教授。
2018年，维贝克当选为荷兰皇家艺术与科学学院院士。 2019年至2023年期
间，他担任联合国教科文组织世界科技伦理委员会主席。

## 学术
学生时代，他在特温特大学学习科学、技术与社会哲学，并于2000年获得博士学位。
他曾与技术哲学泰斗汉斯·阿赫特豪斯（Hans Achterhuis）和唐·伊德（Don Ihde）密切合作，以传统的技术哲学为基础，提出了一种独特的后现象学方法。

## 荣誉
- 荷兰研究委员会
  - NWO-VENI奖（2003年）
  - NWO-VEDI 奖（2007）
  - NWO_VECI奖（2014）[3][4]
- 鲁汶大学博尔赫格奖（2012）[5]
- 世界技术伦理奖[6]

## 个人生活
与妻子住在恩斯赫德，他们有四个孩子

## 著作
- - Verbeek, P.P. (2011), 《将技术道德化》 上海交通大学出版社 ISBN 9787313144225
  - Verbeek, P.P. (2005), What Things Do – Philosophical Reflections on Technology, Agency, and Design. Penn State: Penn State University Press, ISBN 0-271-02539-5 (264 pp.)
  - Kroes, P. and P.P. Verbeek (eds.) (2014), The Moral Status of Technical Artefacts. Dordrecht: Springer, ISBN 978-94-007-7913-6 (248 pp.)
  - Verbeek, P.P. and A. Slob (eds.) (2006), User Behavior and Technology Development – Shaping Sustainable Relations between Consumers and Technologies. Dordrecht: Springer, ISBN 1-4020-4433-X / 978-1-4020-4433-5 (412 pp.)